# Jonathan Bobaljik
Jonathan David Bobaljik es un lingüista canadiense especializado en morfología, sintaxis y tipología. 

## Biografía
Recibió su doctorado en el Instituto Tecnológico de Massachusetts en 1995 con una tesis titulada Morphosyntax: The syntax of verbal inflection asesorada por Noam Chomsky y David Pesetsky. Actualmente es profesor en la Universidad de Harvard y anteriormente ocupó cargos en la Universidad McGill y la Universidad de Connecticut. Es un destacado académico en el área de Morfología Distribuida.
En 2012, publicó un libro (Universals in Comparative Morphology: Suppletion, Superlatives and the Structure of Words) sobre universales en construcciones comparadas, donde propone la Generalización Comparativa-Superlativa. Este libro recibió el premio Leonard Bloomfield Book Award de la Sociedad Lingüística de Estados Unidos.
Ha trabajado extensamente en la lengua itelmen, en peligro crítico de extinción. Ha participado en el desarrollo de un diccionario itelmen-ruso, su aplicación móvil, y actualmente está trabajando en un diccionario en audio y vídeo del idioma.